# Jamie Hopcutt
Jamie Ryan Hopcutt, född 23 juni 1992 i York, är en engelsk fotbollsspelare som spelar för Östersunds FK. Sedan september 2018 är Jamie Hopcutt även svensk medborgare.

## Karriär
Hopcutts moderklubb är York City. Han spelade även för Ossett Town och Tadcaster Albion i den engelska åttonde respektive nionde divisionen.
Östersunds FK:s tränare, Graham Potter, upptäckte Hopcutt under en provspelning som klubben själv ordnade i Birmingham. Han skrev först på ett tremånaderskontrakt, vilket senare förlängdes säsongen ut. Efter sin första säsong i klubben förlängde han i november 2012 sitt kontrakt med ÖFK med ytterligare två år. I juni 2014 förlängde han återigen sitt kontrakt med klubben. Den 24 augusti 2015 gjorde Hopcutt ett hattrick i en 5–1-vinst över Utsiktens BK. Efter säsongen 2019 lämnade han klubben.
I augusti 2020 värvades Hopcutt av GIF Sundsvall, där han skrev på ett 2,5-årskontrakt men lämnade klubben inför säsongen 2021 för israeliska Hapoel Kfar Saba.